# Atahualpa Yupanqui
Atahualpa Yupanqui, vlastním jménem Héctor Roberto Chavero Aramburu, (31. ledna 1908 – 23. května 1992) byl argentinský zpěvák a kytarista. V mládí hodně cestoval, zajímal se o domorodou kulturu. Později vstoupil do Argentinské komunistické strany. V roce 1980 získal ocenění Premio Tenco.
Zemřel ve francouzském městě Nîmes ve věku 84 let. Mezi jeho písně patří např. „Los Hermanos“, „El aromo“ a „Recuerdos del Portezuelo“.